# Bundesregierung Gorbach I
Die österreichische Bundesregierung Gorbach I wurde ohne vorangegangene Nationalratswahl gebildet, weil die ÖVP den ihr angehörenden Bundeskanzler der Koalition mit der SPÖ auswechseln wollte und Julius Raab durch Alfons Gorbach ersetzte. Das Kabinett wurde von Bundespräsident Adolf Schärf am 11. April 1961 ernannt. Gorbachs Nachfolger Josef Klaus wurde dabei, als Finanzminister, erstmals in die Bundesregierung berufen. Sie trat am 20. November 1962, zwei Tage nach der Nationalratswahl 1962, zurück und wurde vom Bundespräsidenten mit der Fortführung der Geschäfte betraut. Diese dauerte wegen der langen Verhandlungen zur Weiterführung der ÖVP-SPÖ-Koalition bis 27. März 1963.
| Bundesminister (für)                | Amtsinhaber                                                                                  | Partei  | Staatssekretär        |
| ----------------------------------- | -------------------------------------------------------------------------------------------- | ------- | --------------------- |
| Bundeskanzleramt                    | Bundeskanzler: Alfons Gorbach Vizekanzler: Bruno Pittermann                                  | ÖVP SPÖ |                       |
| Inneres                             | Josef Afritsch                                                                               | SPÖ     | Otto Kranzlmayr (ÖVP) |
| Justiz                              | Christian Broda                                                                              | SPÖ     |                       |
| Unterricht                          | Heinrich Drimmel                                                                             | ÖVP     |                       |
| Soziale Verwaltung                  | Anton Proksch                                                                                | SPÖ     |                       |
| Finanzen                            | Josef Klaus                                                                                  | ÖVP     |                       |
| Land- und Forstwirtschaft           | Eduard Hartmann                                                                              | ÖVP     |                       |
| Handel und Wiederaufbau             | Fritz Bock                                                                                   | ÖVP     | Eduard Weikhart (SPÖ) |
| Verkehr und Elektrizitätswirtschaft | Karl Waldbrunner (bis 14. Dezember 1962) Vizekanzler Bruno Pittermann (ab 14. Dezember 1962) | SPÖ     |                       |
| Landesverteidigung                  | Karl Schleinzer                                                                              | ÖVP     | Otto Rösch (SPÖ)      |
| Auswärtige Angelegenheiten          | Bruno Kreisky                                                                                | SPÖ     | Ludwig Steiner (ÖVP)  |